# Andrzej Schinzel

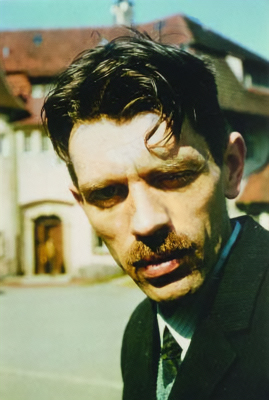
Andrzej Schinzel (1974)

Andrzej Schinzel (* 5. April 1937 in Sandomierz in Polen; † 22. August 2021) war ein polnischer Mathematiker, der sich mit Zahlentheorie beschäftigte.

## Leben
Andrzej Schinzel war mit 14 Jahren Preisträger der Mathematikolympiade, mit 23 Jahren bereits promovierter Mathematiker an der Universität Warschau und mit 37 Jahren ordentlicher Professor am Institut für Mathematik der Polnischen Akademie der Wissenschaften.
Schinzel veröffentlichte über 200 Arbeiten und befasste sich mit vielen Bereichen der Zahlentheorie (analytische Zahlentheorie, algebraische Zahlentheorie, diophantische Gleichungen, Geometrie der Zahlen), insbesondere aber mit arithmetischen und algebraischen Aspekten von Polynomen. Schinzel ist für eine Vermutung bekannt, die H-Vermutung von Schinzel (von 1958, in einer Arbeit mit Waclaw Sierpinski). Sie besagt, dass irreduzible ganzzahlige Polynome {\displaystyle f_{i}(x)}, deren Produkt Q keine feste Primzahl p als Teiler hat (das heißt Q/p ist nicht wieder ein ganzzahliges Polynom), für unendlich viele ganzzahlige Werte der Variablen x gleichzeitig Primzahlen darstellen.
Er war 40 Jahre lang Herausgeber der Acta Arithmetica. Zu seinen Doktoranden zählt Henryk Iwaniec. 1992 erhielt er die Stefan-Banach-Medaille. 1970 war er Invited Speaker auf dem Internationalen Mathematikerkongress in Nizza (Reducibility of polynomials) und 1962 hielt er einen Vortrag auf dem ICM in Stockholm (On the arithmetic of polynomials and some related problems). Im Jahr 1976 wurde er zum Mitglied der Leopoldina gewählt. Er war ordentliches Mitglied der Polnischen Akademie der Wissenschaften und korrespondierendes Mitglied der Österreichischen Akademie der Wissenschaften. Er war Ehrenbürger von Sandomierz und Träger des Orden Polonia Restituta (Ritter; Offizier).

## Schriften
- Andrzej Schinzel: Selecta. 2 Bände (Bd. 1: Diophantine Problems and Polynomials. Bd. 2: Elementary, Analytic and Geometric Number Theory.). Herausgegeben von Henryk Iwaniec, Władysław Narkiewicz und Jerzy Urbanowicz. European Mathematical Society, Zürich 2007, ISBN 978-3-03719-038-8.